# 莫米松 (塔恩-加龙省)
莫米松（法語：Maumusson，法語發音：[momysɔ̃]）是法国奥克西塔尼大区塔恩-加龙省的一个市镇，属于卡斯泰尔萨拉桑区。

## 地理
莫米松（43°55'3"N, 0°54'10"E）面积5.04 平方千米，位于法国奧克西塔尼大區塔恩-加龙省，该省份为法国西南部内陆省份，北起顺时针与洛特省、阿韦龙省、塔恩省、上加龙省、热尔省和洛特-加龙省接壤。
与莫米松接壤的市镇（或旧市镇、城区）包括：卡斯泰龙、埃斯帕尔萨克、格拉唐、拉维、蒙加亚尔。

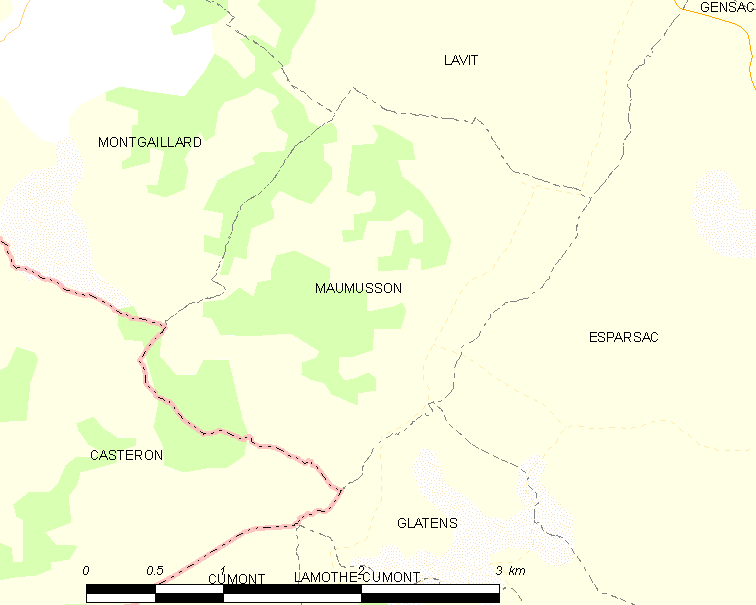
的OSM定位图

莫米松的时区为UTC+01:00、UTC+02:00（夏令时）。

## 行政
莫米松的邮政编码为82120，INSEE市镇编码为82107。

## 政治
莫米松所属的省级选区为加龙-洛马涅-布吕尤瓦县。

## 人口

1962-2008年间人口变化图示

莫米松于2022年1月1日时的人口数量为51人。